# Symbole des Judentums
In der hebräischen Sprache lautet das Wort für „Symbol“ סמל. Dieses benennt im frühen Judentum nicht nur ein Zeichen, sondern auch ein sichtbares religiöses Merkmal der Beziehung zwischen Gott und den Menschen.

## Sabbat und Beschneidung

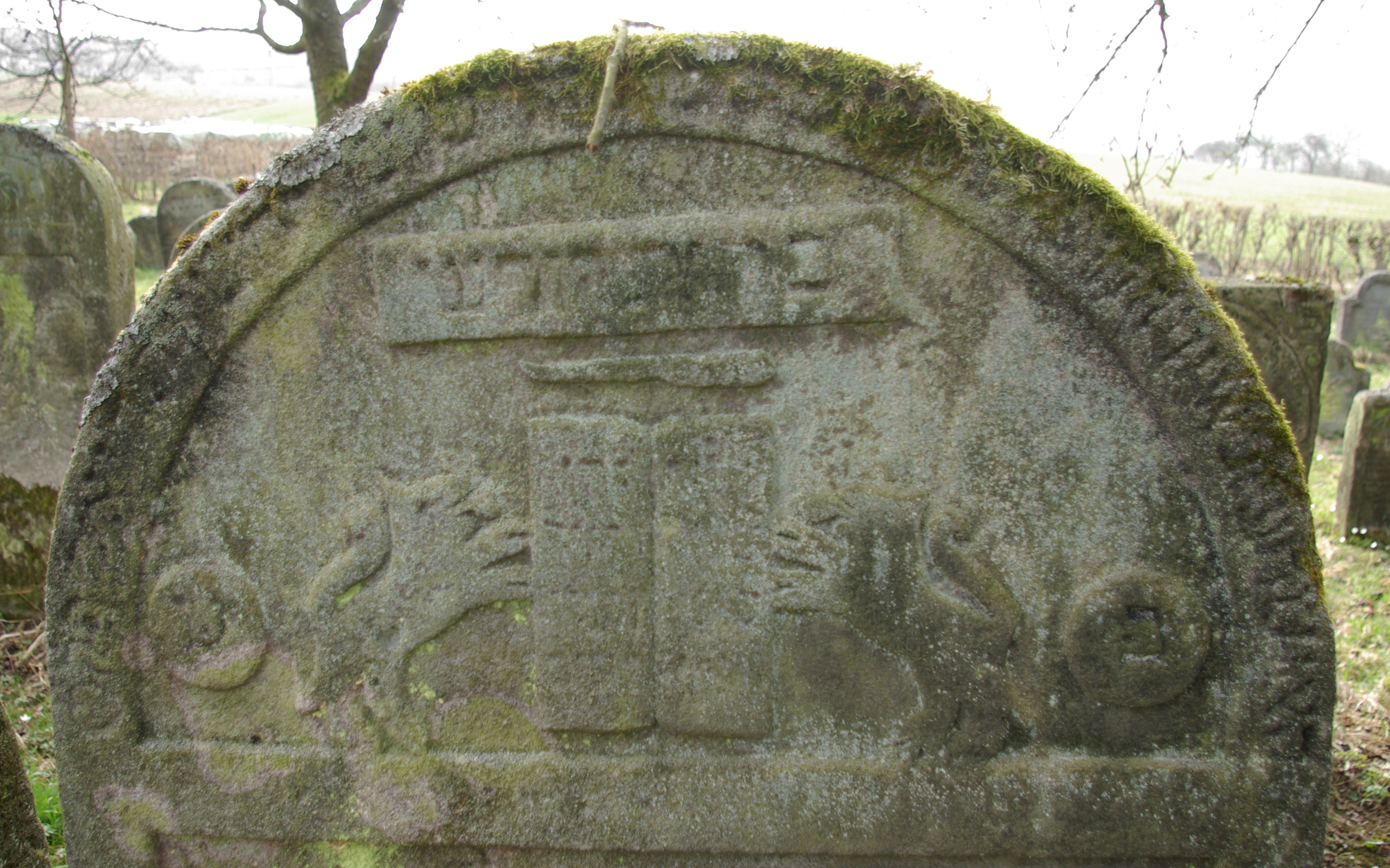
Grabstein mit Löwen und Beschneidungsmesser auf dem Jüdischen Friedhof Hagenbach in der Gemeinde Pretzfeld

Im alten Land Israel gab es zwei grundlegende Symbole. Jedes einzelne repräsentiert die Bürgschaft des Vertrages, der von Gott mit seinem Volk geschlossen wurde. Diese sind 1. שבת (Transliteration: Shabbat), der Sabbat, und 2. die Brit Mila (das Abschneiden der Vorhaut). Diese sind die Zeichen des Vertrages der von Gott mit Abraham und den darauffolgenden Generationen geschlossen wurde (Gen 17,1 ; Ex 8,9 , Dtn 6,8 ).

## Stiftshütte
Entsprechend der hebräischen Bibel bauten die Israeliten, während sie vierzig Jahre am Sinai lebten, eine Stiftshütte (משכן, Transliteration: „mishkan“, „Ort des [göttlichen] Bleibens“); Die Vorschrift zum Bau des Heiligtums wird auf Ex 25,8  zurückgeführt, wo es heißt: „Und sie sollen mir ein Heiligtum machen, dass ich in ihrer Mitte wohne.“ Der Ausdruck „in ihrer Mitte“ lässt nach der jüdischen Tradition darauf schließen, dass das Heiligtum nicht als „Wohnplatz“ Gottes zu verstehen ist, sondern als ein Symbol für die Heiligkeit Gottes, dem das Volk nachzuleben hatte, wenn sein Geist in ihrer Gemeinschaft weilen sollte.

## Opfer
Abraham ibn Esra betrachtete in seinem Kommentar zum Leviticus das „olah“ als die Buße des Herzens für sündige Gedanken.
Das Dankopfer („todah“, „zebah“, „shelamim“), zusammen mit dem Essensopfer und dem Schwingopfer, verkörpert die Verbindung von Nachfolge und Freundschaft zwischen Gott und Israel; und weil Gott auch der Erschaffer des Universums war, symbolisiert der Akt der Hinwendung zu jeder Seite die Überzeugung das Gott die ganze Welt und das Ende davon anhält.
Das Sühneopfer bedeutet komplette Sühne, und die Bundeslade wurde dementsprechend siebenmal damit besprüht.
Das Schuldopfer („asham“) wurde gebracht, um ein Gefühl der Schuld zu erwecken und zu behalten. Es wurde laut Maimonides in Opfer für zweifelhafte und für sichere Schuld geteilt, während Philo erklärte, dass das Schuldopfer nur von einem gebracht werden konnte, bei dem das Gewissen und die Überzeugung der Schuld ihn dazu verpflichteten, sich selbst zu beschuldigen.

## Priester
Das hebräische Wort für Priester ist „Kohen“; die „Kohanim“ (Plural) vermittelten zwischen Gott und den Menschen, indem sie Opfer darreichten, wie durch Dienste im Tempel. Der Führer von diesen ist der „Kohen Gadol“, der Hohepriester.
Die Amtstracht der Hohenpriester wurde auf drei Arten interpretiert:
Philo erklärt es folgendermaßen („Vita Mosis“, III. 209): Das obere Kleid war das Symbol des Äthers. Während die Blüten die Erde repräsentierten, standen die Granatäpfel für das fließende Wasser, und die Glocken bezeichneten den Klang des Wassers. Der Efod entspricht dem Himmel und die Steine auf beiden Schultern den zwei Hemisphären, eine über und die andere unter der Erde. Die sechs Namen auf jedem Stein waren die sechs Zeichen des Zodiaks (Tierkreis), welche auch durch die zwölf Namen auf der Brustplatte dargestellt wurden. Die Mitra war das Zeichen der Krone, das den Hohepriester über alle irdischen Könige erhoben hat.
Josephus Erklärung ist folgende („Ant.“ III. 7, § 7): Der Mantel war das Symbol der Erde, das obere Kleid symbolisiert den Himmel, während die Glocken und Granatäpfel Blitz und Donner repräsentieren. Der Efod steht für die vier Elemente, und das eingewebte Gold bezeichnet den Glanz Gottes. Die Brustplatte war im Zentrum des Efods, genauso wie die Erde im Zentrum des Universums geschaffen wurde. Der Ärmelrock symbolisiert den Ozean, die Steine auf den Schultern die Sonne und den Mond, und die Juwelen in der Brustplatte die zwölf Zeichen des Tierkreises, während die Mitra ein Zeichen des Himmels war.
Der Talmud (Menachot VII. 1) und die Midrasch „Leviticus Rabbah“ (X.) geben folgende Interpretation: Der Umhang symbolisiert Buße für Mord oder die Sünde des Tragens von uneinheitlicher Kleidung und das Unterkleid bezeichnet die Buße für Unkeuschheit. Die Mitra bedeutet Buße für Stolz, und der Gürtel für Diebstahl oder Schwindel. Die Brustplatte repräsentiert Buße für jede Verdrehung des Gesetzes, der Efod für Götzendienst, und der Umhand für Verleumdung.

## Symbolische Werte von Zahlen
Die Ziffer drei ist das Symbol der Heiligkeit. Das Allerheiligste besetzte ein Drittel des gesamten Tempels und der heilige Ort zwei Drittel. Die Wandteppiche waren 10 X 3 Ellen lang, und es gab drei Schiffe, je eines für den Altar des Brandopfers, für den Altar der Unschuld und die Bundeslade. Der Kerzenständer hatte zwei mal drei Arme (außer dem Schaft, der auch einen Lampenhalter hatte) und jeder Arm hatte drei Griffe. Der Segen des Priesters bestand aus drei Teilen (Num 6,24f. ) und bei der Anrufung Gottes wurde das Wort „heilig“ dreimal wiederholt.
Die Symbolik der Ziffer vier basiert auf der Betrachtung der Quaternität als Fundament des Universums, das sowohl Himmel als auch Erde beinhaltet (vgl. Hi 37 ; Jes 11,12 ; Ez 7,2 ; 1 Chr 9,24 ; Dan 8,8 ). Die Ziffer vier bezeichnet den Himmel als den Thron Gottes.
Das Allerheiligste hatte die Form eines Würfels und der heilige Ort stellt einen Doppelwürfel in der Länge dar. Alle Schiffe des Tempels in Jerusalem waren rechteckig. In Bezug auf Ez 1,26–28  symbolisiert die Ziffer vier die göttliche Offenbarung, während Philo sie als Ziffer der kompletten Harmonie sah.
Die Ziffer fünf verkörpert die Halbvollkommenheit. Die Dimensionen des Vorhangs vor dem Allerheiligsten waren vier mal fünf Ellen. Der Altar im Hof bedeckte die Oberfläche von fünf Quadratellen. Ebenso gab es fünf Säulen am Eingang zur Bundeslade.
Die Ziffer sechs symbolisiert die Unvollkommenheit.
Die Ziffer sieben war das generelle Symbol für alles das, was mit Gott zu tun hatte. Sie war die favorisierte Ziffer des Judentums, indem sie die Zusage von Heiligkeit und Weihe verkörpert, ebenso wie alles das was heilig und weihend im Zweck war. Der Kerzenhalter (Menora) hatte sieben Lampen. Die Handlungen der Buße und der Reinigung wurden begleitet von einem siebenfachen Besprühen. Die Einführung des Sabbats, das Sabbatjahr und das Jubiläenjahr basierten auf der Ziffer sieben, wie es die Perioden der Reinigung und der Trauer waren. Die Ziffer 7 ist die göttliche Zahl der Vollkommenheit.
Die Ziffer acht symbolisiert neue Anfänge. Entsprechend der Kabbala, im Zohar, bezeichnet die Ziffer acht das, weil der achte Tag der erste Tag nach der Schöpfung war, als Gott zu seiner Arbeit zurückkehrte. Die Woche hat wieder begonnen.
Die Ziffer zehn symbolisiert die absolute Vollkommenheit. Der Hof bei der Bundeslade war zehn mal zehn Ellen lang, und fünf mal zehn Ellen breit. Im Allerheiligsten wurden die zehn Gebote aufbewahrt.
Die Ziffer zwölf, die das Produkt aus drei mal vier ist, bezeichnet den Bund der Menschen mit Gott. Auf der Tafel waren zwölf Schaubrotlaibe und die Brustplatte des Priesters beinhaltete zwölf Edelsteine als Zeichen der 12 Stämme Israels, die um das Heiligtum herum wohnten.
Die Ziffer dreizehn symbolisiert die Prinzipien des Glaubens und die Gnade Gottes.
Die Ziffer achtzehn wird als signifikant angesehen, da in der hebräischen Sprache das Wort für „Leben“ חי (Transliteration: „chai“) lautet, das in der Gematrie einen Wert von 18 hat.
Die Ziffer sechsundzwanzig symbolisiert Gottes wahren Namen.

## Metalle und Mineralien
Gold war das Symbol des himmlischen oder göttlichen Lichts, des Ruhmes Gottes (Ez 6,11 ; Dan 11,21 ). Silber war das Zeichen der moralischen Unschuld und der Heiligkeit (Jes 1,22 ; Jer 6,30 ). Messing symbolisierte Härte, Strenge und Beständigkeit (Lev 26,19 ; Jer 15,12 ; Hi 40,18 ). Messing war ein Ersatz für Gold, genau wie es Eisen für Silber war (Jes 60,17 ).
Salz wurde als notwendig in jedem Speisopfer angesehen, in dem es den Platz des Blutes im Tieropfer einnimmt (Lev 2,13 ; vgl. Ez 43,24 ). Im Talmud symbolisiert Salz die Tora, denn wie die Welt nicht ohne Salz existiert, kann sie auch nicht ohne die Tora bestehen (Soferim 15,8).

## Farben
Die Juden nutzten „tekhelet“, ein aus der Purpurschnecke gewonnenes Indigo-farbenes Färbemittel, das als Purpur bekannt ist. Es diente dem Königtum wie auch der oberen Klasse zum Färben von Kleidung und anderen Textilien.
In der Tora wurden die Israeliten dazu aufgefordert, die Fäden ihres Tallit (Betschal) mit tekhelet zu färben. Der Anblick der Farbe soll sie an den blauen Himmel und Gott im Himmel über ihnen erinnern. Tekhelet korrespondiert mit der Farbe der göttlichen Offenbarung (Midrash Numeri Rabba 15). Die Bedeutung der Farbe Blau zieht sich durch die Geschichte des Judentums bis in die Gegenwart.
„Argaman“ war das Symbol der Kraft und des Ruhmes (Jes 60,6 ; Ri 8,26 ), so dass Alexander Balas Jonathan in Purpur kleidete (1 Makk 10,20 ), das vor allem die königliche Würde zeigte.
„Tola’at“ und „shani“ („Scharlachrot“, „Karmesin“) symbolisieren Blut und damit das Leben. Diese Farbe kann wie für Freude und Glück auch für die Sünde stehen (Gen 38,28 ; Jos 2,18 ; Jer 4,30 ).
Die Reinigung von der Sünde wird ebenfalls durch Purpur dargestellt (Lev 16,10 ).

## Feste und Feiertage

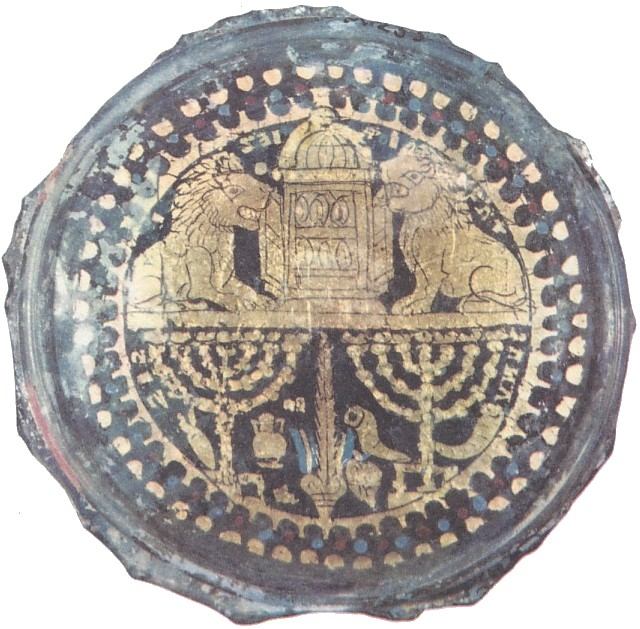
Objekte für jüdische Rituale auf dem Boden eines Zwischengoldglases (2. Jhd. n. Chr.); ausgestellt in Rom

Die Tora beschreibt drei Wallfahrtsfeste: Passah, Schawuot (das Wochenfest) und Sukkot (das Laubhüttenfest). Jedes dieser Feste wurde an den Agrarzyklus der Israeliten angeknüpft und hat auch ein theologisches Symbol bekommen.
Beim Passahfest wird die Wiedergeburt der Natur gefeiert. Es symbolisiert ebenso den Ursprung des jüdischen Volkes.
Das Essen von bitteren Kräutern bezeichnet die Leiden der ägyptischen Knechtschaft. Am Abend werden vier Becher Wein getrunken, um die vier Weltreiche zu symbolisieren (Talmud Yerushalmi Pesachim 37c; Midrasch Genesis Rabba 80). Die Menschen essen am Sederabend angelehnt, in der Art der freien reichen Aristokraten, um ihre Befreiung von der Sklaverei zu repräsentieren.
Die Diskussion um die Bedeutung von Schawuot (dem Wochenfest) und Sukkot (dem Laubhüttenfest) findet sich auf den jeweiligen Seiten.
Die Diskussion um die inhärente Symbolik von Rosch ha-Schana (dem Neujahrsfest) und Jom Kippur (dem Versöhnungstag) findet sich ebenfalls auf den jeweiligen Seiten. Der Versöhnungstag wird als der höchste Feiertag des ganzen Jahres angesehen und wird als das Symbol der vollständigen Sühne der Menschen und ihrer Absolution von ihren Sünden gegen Gott angesehen.

## Symbolische Visionen der Propheten
Jeremia betrachtet einen Mandelbaum als ein Zeichen der schnellen Erfüllung des Wortes Gottes.
Amos sah einen Korb voller Sommerfrüchte als Symbol des nahenden Endes Israels (Am 8,1 ).
Ahija von Schilo riss Jerobeams Mantel in zwölf Teile, um die Teilung des Königreiches Israel darzustellen (1 Kön 11,30 ). Zedekia fertigte Hörner aus Eisen, um Ahab anzuregen, im Krieg mit Ramot in Gilead anzugreifen (1 Kön 22,11 ). König Joasch schoss, unter dem Kommando von Elisa, Pfeile aus einem offenen Fenster in die Luft, um die Zerstörung seiner Feinde darzustellen (2 Kön 13,15–19 ).
Jesaja wanderte nackt und barfuß, um zu zeigen, wie die Ägypter und die Äthiopier behandelt werden, wenn sie von den Assyrern gefangen werden (Jes 20,2 ). Desgleichen trug Jeremia ein Joch auf seinem Nacken, um den Völkern die Unterwerfung unter den König von Assyrien nahezubringen (Jer 27,2–4.10–12 ).
Ezechiel wurde befohlen, die Namen gewisser Stämme auf verschiedene Holzstücke zu ritzen, um zu zeigen, dass Gott diese Stämme wiedervereinigen wird (Ez 37,15 ).

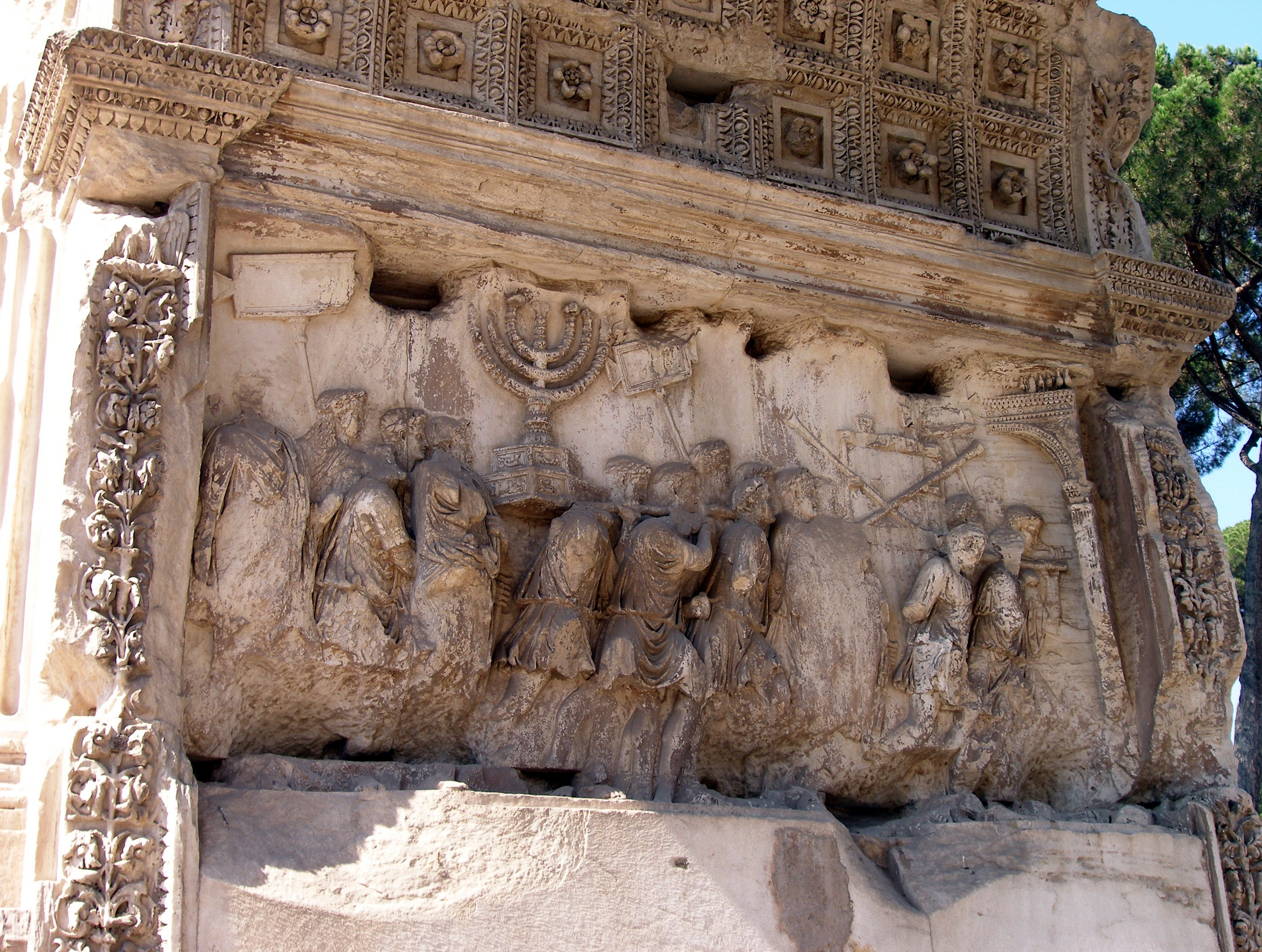
Die Menora als Teil der Beute im Triumphzug des Titus am Titusbogen in Rom.

## Menora
Die Menora (mənoːˈɾaː, auch: Menorah, hebr.: מנורה, Plural Menorot, hebr.: מנורות; hebräische Bezeichnung für Leuchter, Lampe) ist ein siebenarmiger Leuchter, eines der wichtigsten religiösen Symbole des Judentums und wurde bei der Staatsgründung Israels in das Staatswappen aufgenommen und aufgrund ihres hohen Symbolwerts als Skulptur vor der Knesset aufgestellt (Knesset-Menora). Die Menora hat ihre Ursprünge vermutlich in Babylonien und soll die Erleuchtung symbolisieren. Menora wird auch allgemein als Bezeichnung für einen Leuchter in Baumform (עץ החיים) benutzt.
Die Menora des Tempels ist nicht mit der acht- bzw. neunarmigen Chanukkia zu verwechseln.

## Davidstern

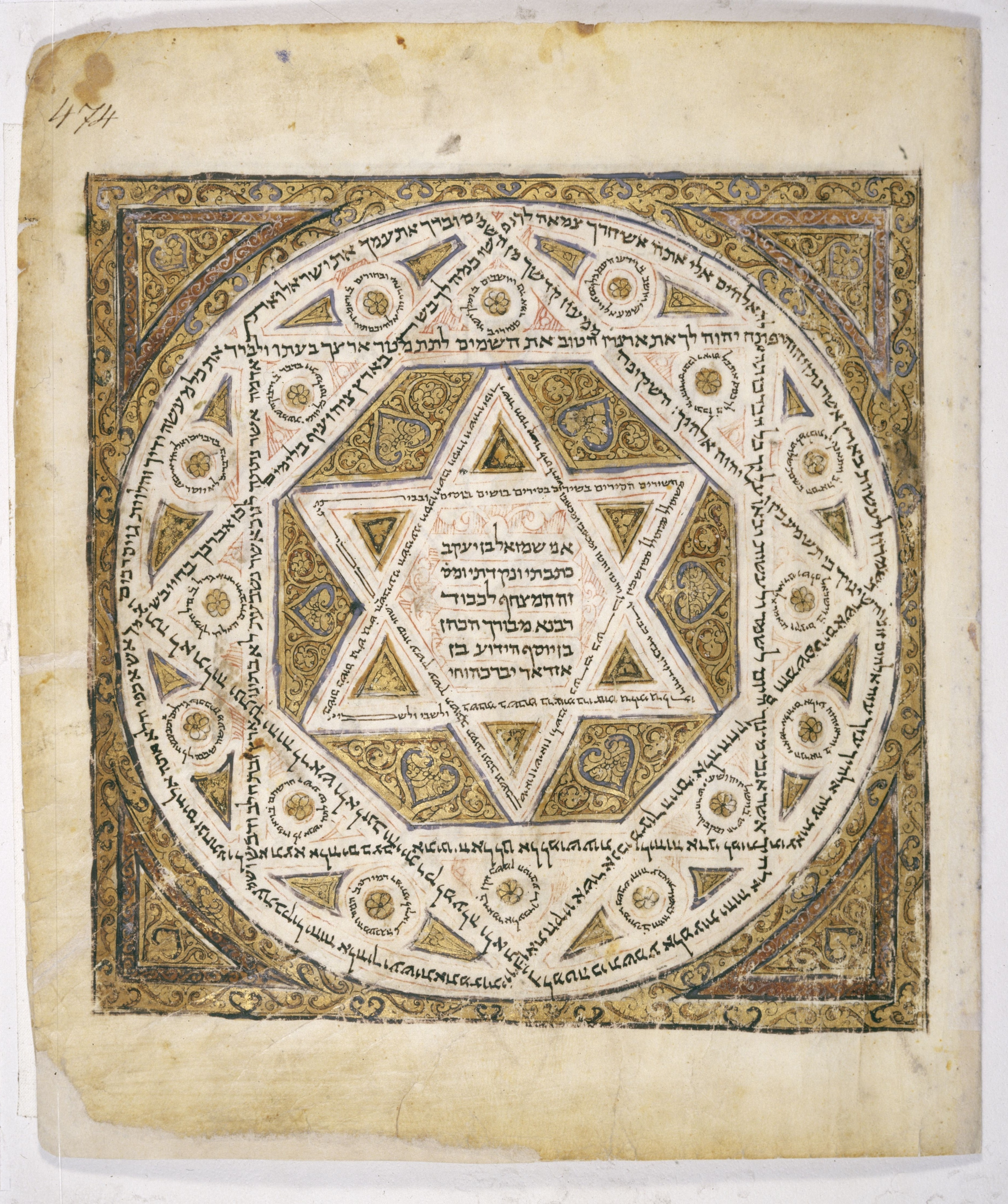
Der Davidstern in der ältesten überlieferten Kopie des masoretischen Text, dem codex leningradensis, datiert 1008.

Im Laufe der Zeit wurde der Davidstern mit den Juden identifiziert und lange Zeit als Symbol des Judentums benutzt, als Religion und für das jüdische Volk als ganzes.
Die jüdische Lehre verbindet das Symbol mit dem Siegel Salomos, dem magischen Siegelring, der von König Salomo benutzt wurde, um Dämonen und Geister zu kontrollieren. Die jüdische Lehre verbindet auch das Symbol zu einem magischen Schild, der König David gehörte, und der ihn von seinen Feinden beschützte. In der jüdischen Emanzipation nach der französischen Revolution, wählte die jüdische Gemeinschaft den Davidsstern als ihr Symbol. Der Stern findet sich auch auf der israelischen Flagge.

## Auf Grabsteinen

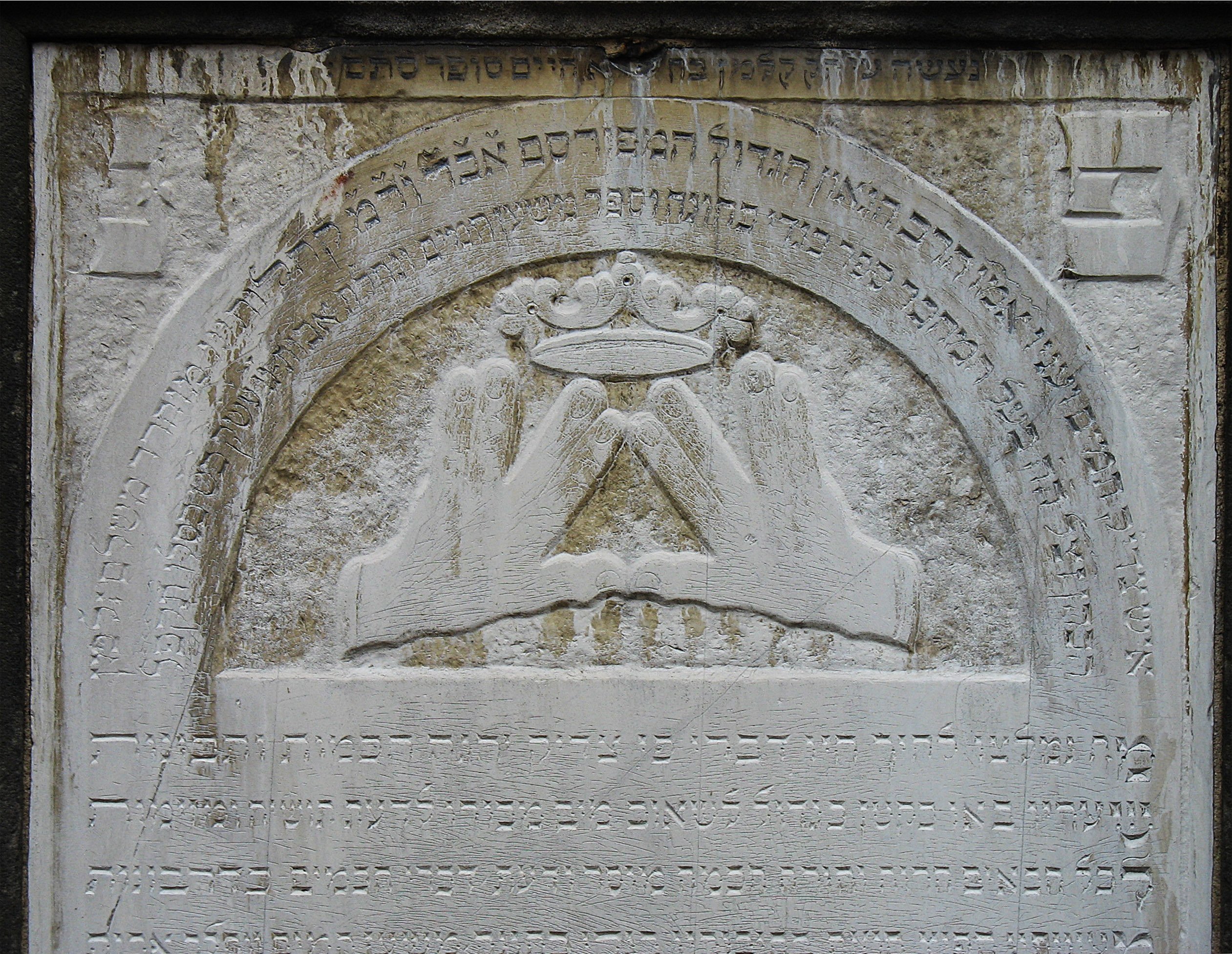
Segnende Priesterhände der Kohanim beim Sprechen des Aaronitischen Segens, abgebildet auf dem Grabstein von Oberrabbiner und Kohen Meschullam Kohn (1739–1819)

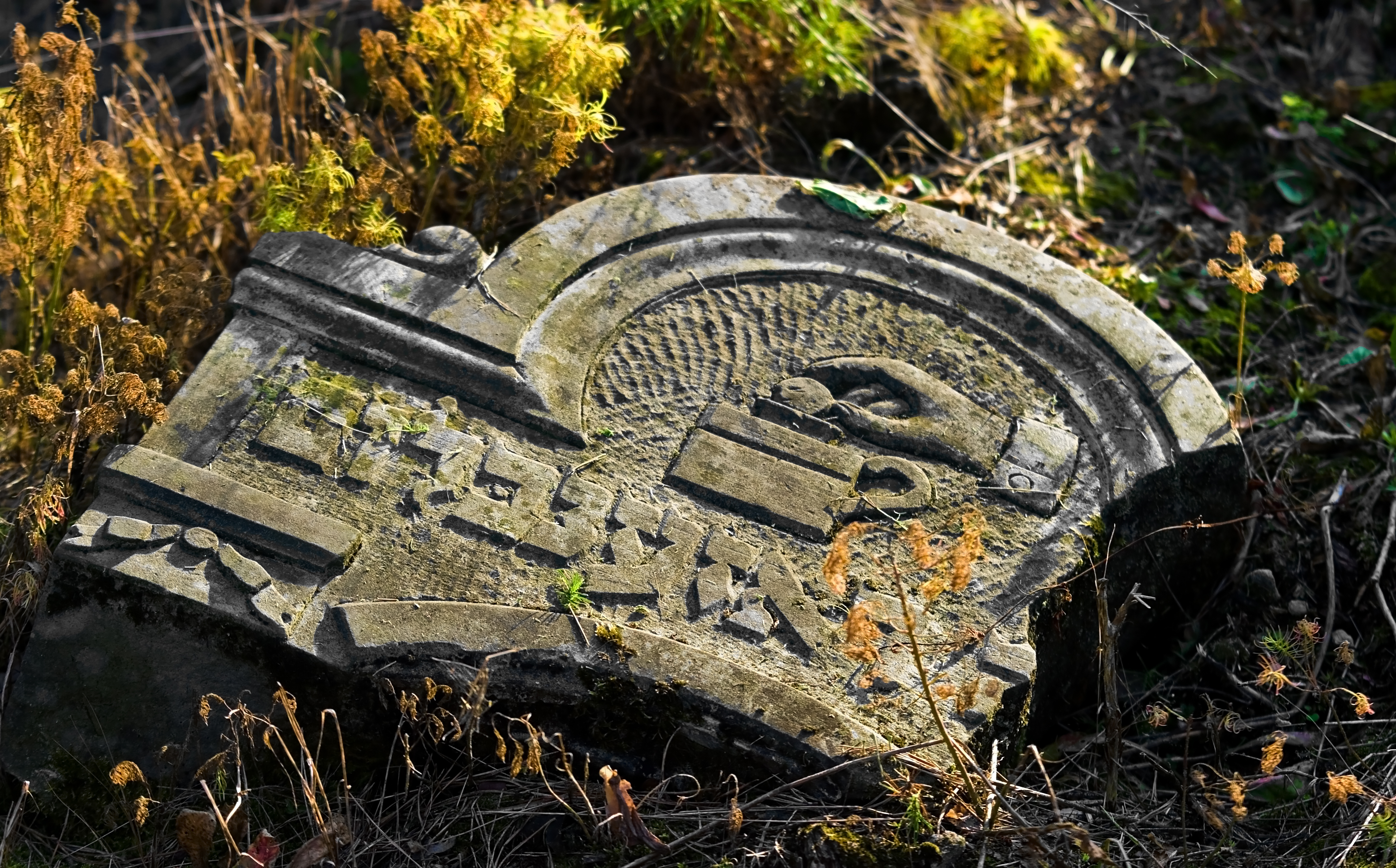
Tzedakah-Box auf jüdischem Grabstein. Jüdischer Friedhof Otwock, Polen.

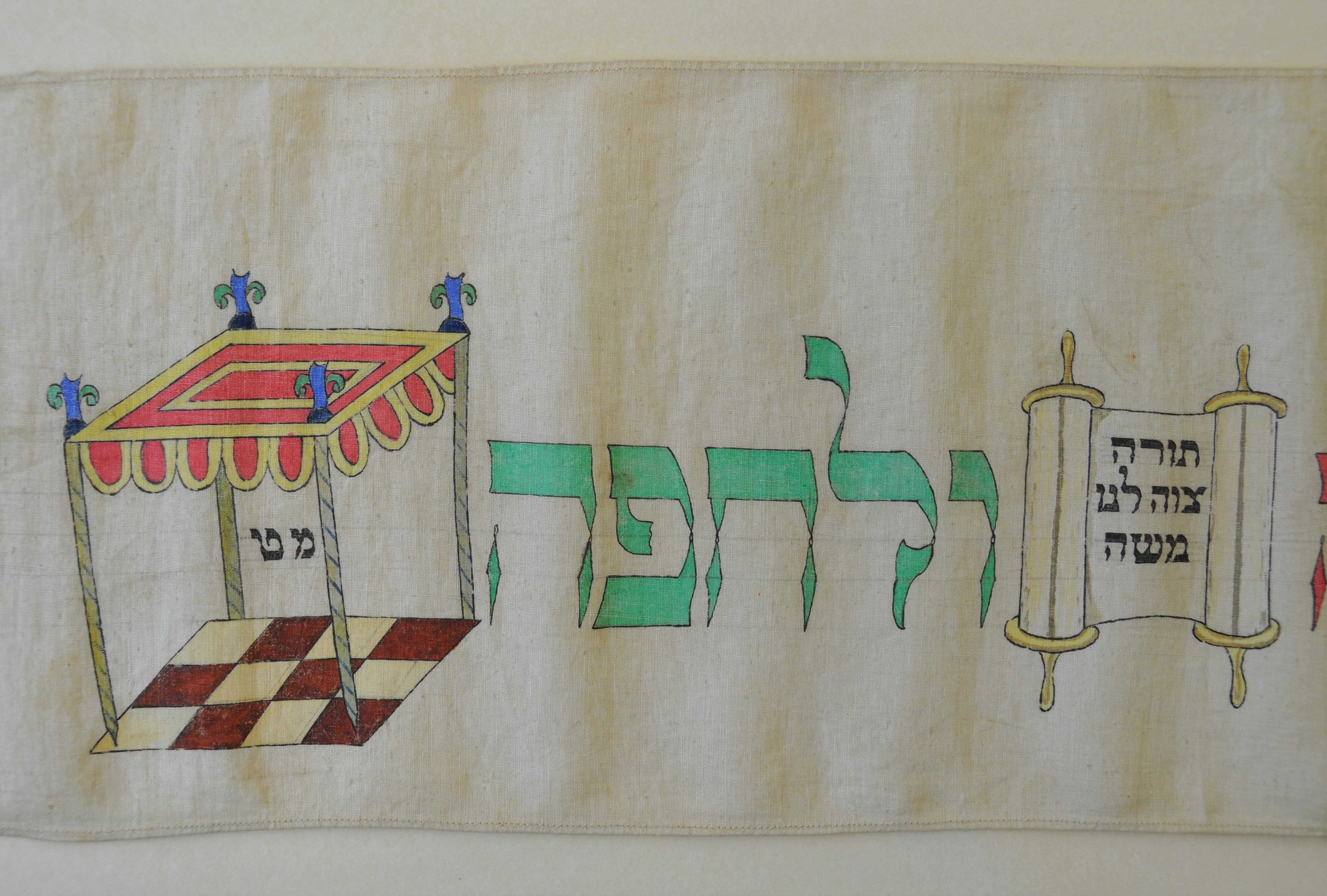
Wimpel aus der Lengnauer Sammlung, 1886, mit Chuppah und Tora-Rolle bemalt.

Manche allgemeinen Themen erscheinen auf vielen jüdischen Grabsteinen. Zwei Hände mit ausgebreiteten Fingern zeigen an, dass der Tote aus dem Priesterstand, den Kohanim, verschied, die die Menschen in dieser Art und Weise segnen. Es wird ebenso eine Kanne oder Schale auf dem Grabstein der Leviten eingraviert, als ein Zeichen derer, die die Hände des Priesters waschen, bevor er den Segen spricht.
Manche Grabsteine zeigen einen Baum mit ausgebreiteten Zweigen, oder abgebrochenen. Diese symbolisieren den Tod eines jeweils jungen oder alten Menschen. Oder sie haben einen Haufen mit Weintrauben, als Zeichen für Israel.
Der Davidstern („Magen David“) erscheint oft.
Manchmal symbolisieren Figuren den Namen des Dahingeschiedenen, wie die Figur eines Löwen für Loeb steht, ein Wolf für Benjamin, und eine Rose für den Namen Bluma/Blume.

## Auf Torawimpeln

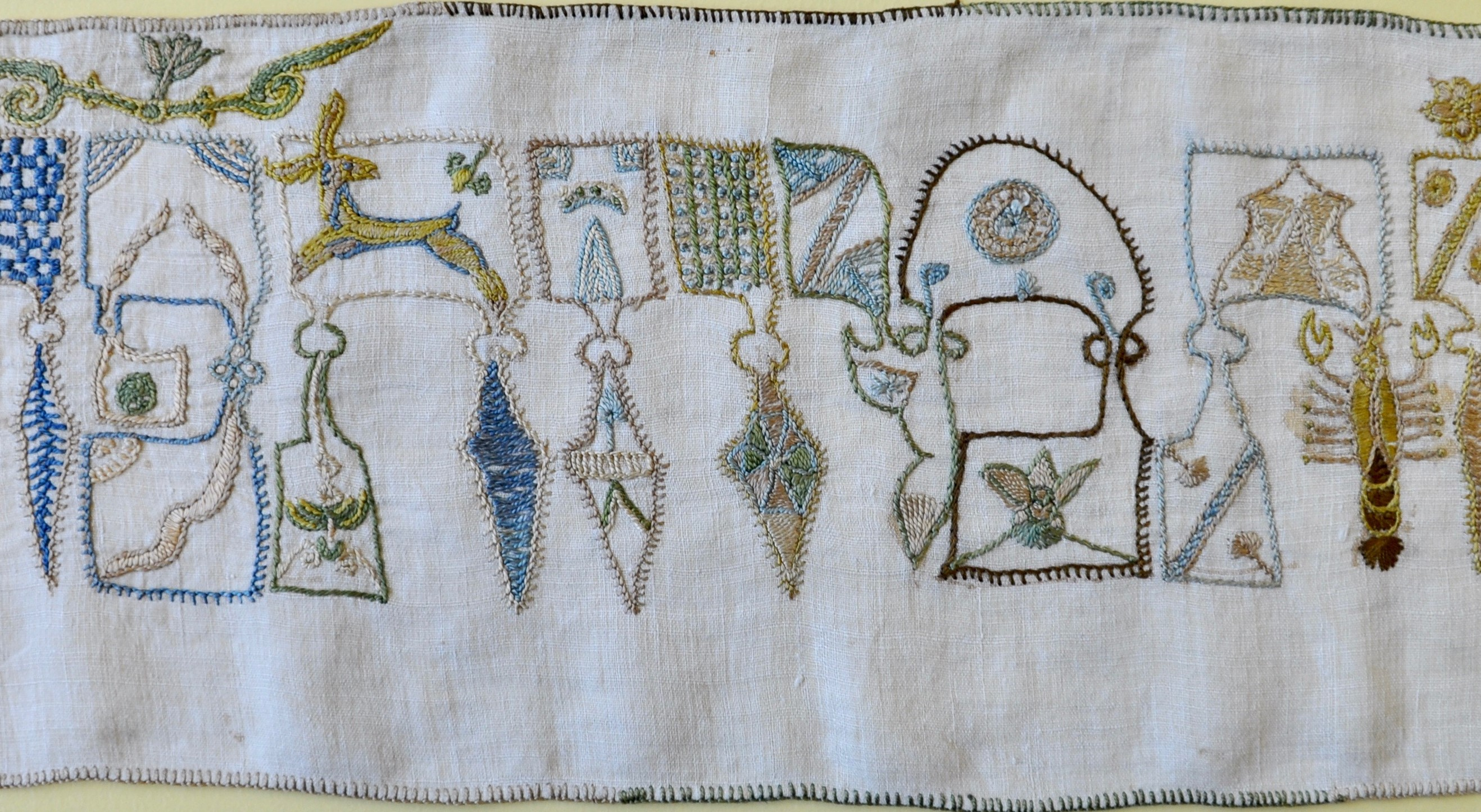
Lengnauer Wimpel aus dem Jahr 1726 mit fein gestickten Details wie einem Hirsch und einem Skorpion, in der Sammlung des Jüdischen Museums der Schweiz

Jüdische Symbole finden sich häufig auf Wimpeln. Diese Stoffbänder dienten ursprünglich in der Brit Mila Zeremonie und wurden anschließend benutzt, um eine Torah einzuwickeln. Übliche Themen und Symbole auf Wimpeln sind mit positiven Wünschen für das Leben des Kindes verbunden.
Auf aschkenasischen Torawimpeln folgen die Inschriften oft demselben Muster. Nach der Nennung des Namens des Sohnes, des Vaters und anderer relevanter Daten folgt ein standardisierter Spruch; der Junge soll unter der Führung der Tora zur Chuppa (Hochzeitsbaldachin) und zu guten Taten heranwachsen.
Diese Sätze werden in der Regel mit Gemälden oder Stickereien illustriert. Zu den üblichen Symbolen gehören Pflanzen oder Blumen, die den Baum des Lebens symbolisieren (der oft mit der Tora gleichgesetzt wird), eine Chuppa (zur Veranschaulichung des Wunsches nach einer Ehe unter der Führung der Tora), eine Tora-Schriftrolle und eine Krone sowie auch Tiere. Diese können das Tierkreiszeichen widerspiegeln, unter dem ein Kind geboren wurde, oder einen Hinweis auf seinen Namen und seine Herkunft darstellen. Hirsche können auf den Namen Zvi (hebräisch), Hirsch (deutsch) oder Herschl (jiddisch) hinweisen, während ein Löwe den Namen Löw/Ariel symbolisieren kann. Löwen werden auch mit den Stämmen Israel, Juda und Dan in Verbindung gebracht.

## Einfluss auf christliche Symbole
Der Einfluss des Judentums auf die christlichen Symbole ist schon seit dem 2. und 3. Jahrhundert n. Chr. ersichtlich, sowohl in der Malerei als auch der Bildhauerei. Die am öftesten verwendeten Motive sind die, die in der Mischna als Gebete für die Fastentage erscheinen. Das Gebet beginnt mit den Worten „Mi she-’anah“, das im Selichot in einer früheren Zeit bereits vorkam, die im christlichen Ritual als die Litanei „libera domine“ übernommen wurde. Diese Litanei wurde bildlich in einer bestimmten Abfolge als Symbol benutzt, wie die Opferung Isaaks als Symbol der Kreuzigung Jesu galt, weil die frühe Kirche Isaak als den Prototyp Jesus sah und der Akt des Opfers den Tod am Kreuz darstellte.
Abraham wurde als das Symbol der Kraft des Vertrauens und Isaak als der geopferte Erlöser dargestellt. Es wurde geglaubt, dass die Himmelfahrt des Elija die Himmelfahrt Christi darstellt, der im Christentum als Analoge zu Elija bezeichnet wurde, obwohl diese Himmelfahrt auch als eine Darstellung der generellen Auferstehung von den Toten gesehen wurde. Hiobs Sitzen in der Asche war das Symbol der Geduld und der Kraft des Widerstandes des Fleisches. Hananja, Misael und Asarja im Feuerofen typisieren die Standhaftigkeit in der Verfolgung und den Glauben in die Hilfe Gottes (Dan 1–3 ). Christliche Sarkophage beinhalten künstlerische Repräsentationen des Falles des Menschen, von Noach und der Arche, Szenen aus dem Leben des Mose in drei Variationen (Josua, David und Daniel).

## Zion
Zion wird in der Bibel als Synonym für die Stadt Jerusalem verwendet. Ein Beispiel dafür findet sich im Buch Jesaja, Jes 2,3 : Denn von Zion geht die Lehre aus, und das Wort des Ewigen von Jerusalem. Vom Begriff Zion ist der Terminus Zionismus abgeleitet.

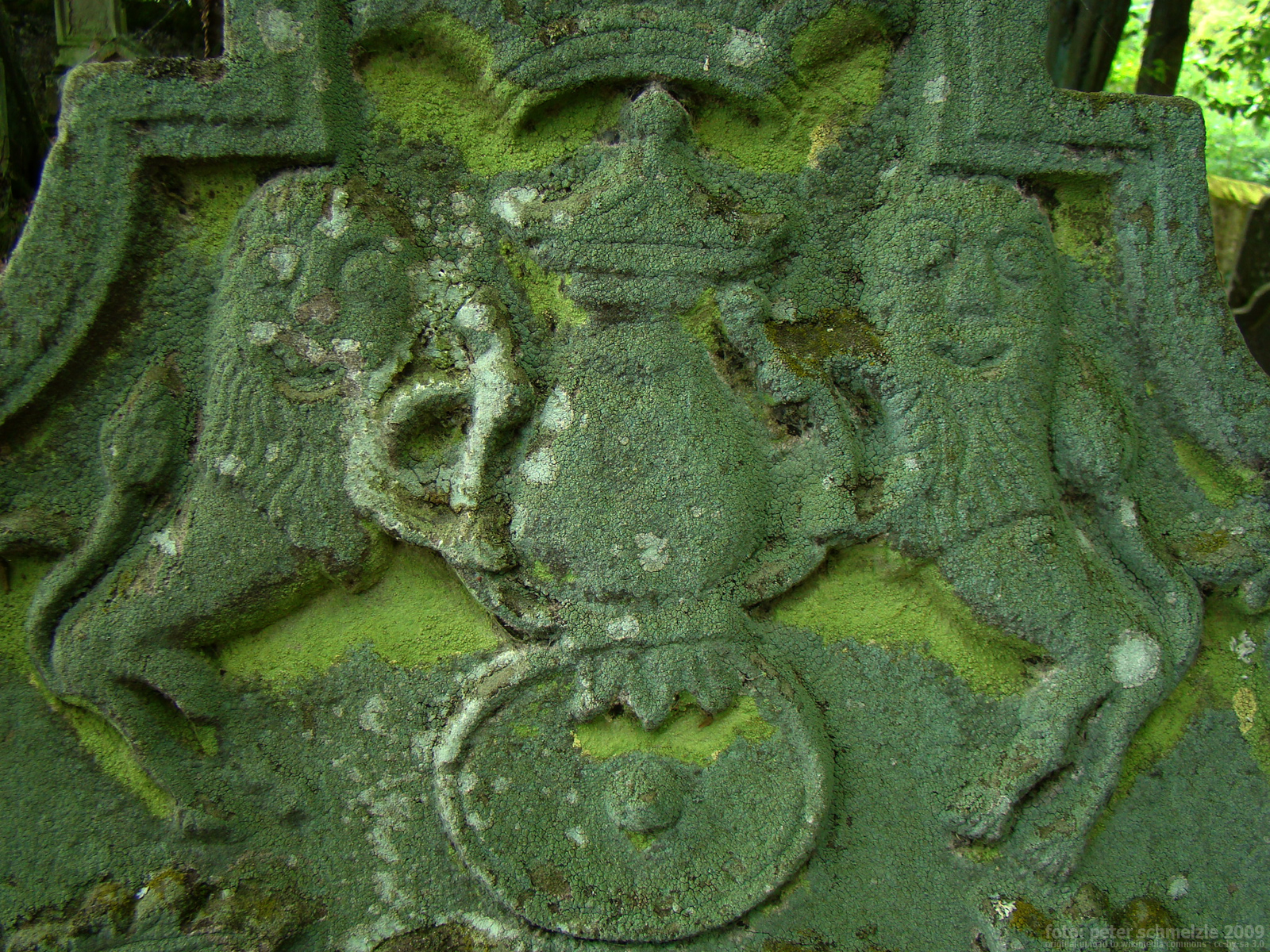
Löwenpaar

## Löwe Judas
Der Tanach vergleicht die Stämme Juda und Dan mit Löwen: „Juda ist ein junger Löwe“ (Gen 49,9 ).